# 江北町
江北町（日语：／ Kōhoku machi */?）是位於日本佐賀縣中部的一個城鎮，屬杵島郡。

## 歷史

### 年表
- 1889年4月1日：實施町村制，現在的轄區在當時分屬：杵島郡小田村、山口村、佐留志村。
- 1932年4月1日：小田村、山口村、佐留志村合併為江北村。[1]
- 1952年4月1日：改制為江北町。
- 1956年9月30日：小城郡砥川村的江口、正德地區被併入江北町。

### 變遷表
| 1889年以前                     | 1889年4月1日                   | 1889年 - 1944年     | 1945年 - 1959年           | 1960年 - 1989年           | 1989年 - 現在 | 現在   |        |
| ------------------------------ | ------------------------------ | ------------------- | ------------------------- | ------------------------- | ------------- | ------ | ------ |
|                                | 小田村                         | 1932年4月1日 江北村 | 1952年4月1日 江北町       | 江北町                    | 江北町        | 江北町 | 江北町 |
|                                | 山口村                         | 1932年4月1日 江北村 | 1952年4月1日 江北町       | 江北町                    | 江北町        | 江北町 | 江北町 |
|                                | 佐留志村                       | 1932年4月1日 江北村 | 1952年4月1日 江北町       | 江北町                    | 江北町        | 江北町 | 江北町 |
|                                | 小城郡 砥川村                  | 小城郡 砥川村       | 1956年9月30日 併入江北町  | 江北町                    | 江北町        | 江北町 | 江北町 |
| 1956年9月30日 併入小城郡牛津町 | 1956年9月30日 併入小城郡牛津町 | 小城郡 砥川村       | 2005年3月1日 合併為小城市 | 2005年3月1日 合併為小城市 |               |        |        |

## 交通

### 鐵路
九州旅客鐵道長崎本線與佐世保線的分岐点江北站位於此，因此過去從此到福岡縣福岡市、長崎縣長崎市、佐世保市，都可以透過特急列車在50分鐘內抵達，交通上非常便利。但在西九州新幹線完成後，此地理優勢將會被位於武雄市的武雄溫泉車站取代，因此在江北町過去堅持反對此段新幹線的興建，導致此段新幹線的工期延宕。
- 九州旅客鐵道
  - 江北站：為長崎本線與佐世保線之交會點，所有前往長崎車站與佐世保車站的特急列車都會於此停車，甚至在此將兩線之列車分割或匯合。

## 外部連結
- （日語） 江北町商工會 （页面存档备份，存于）